# Oklahoma!
Oklahoma! è il primo musical scritto da Rodgers e Hammerstein. Il musical è tratto dalla commedia di Lynn Riggs del 1931, Green Grow the Lilacs. Ambientato nel Territorio dell'Oklahoma nei dintorni dalla città di Claremore nel 1906, narra del cowboy Curly McLain e della sua storia d'amore con Laurey Williams, una ragazza che vive in una fattoria. Una storia d'amore secondaria riguarda quella tra Ado Annie ed il suo fidanzato di vecchia data Will Parker.
La produzione originale di Broadway debuttò il 31 marzo 1943. Fu un grande successo e tenne il cartellone per 2.212 recite, fatto mai accaduto fino ad allora, e successivamente venne più volte riproposto, sia a Broadway che in tour per gli Stati Uniti, ma anche a Londra nel West End. Successivamente venne realizzata la versione cinematografica. Il musical è stato a lungo una scelta molto popolare per scuole e compagnie di dilettanti.
Per il Teatro Verdi (Trieste) va in scena nel 1992 al Teatro Stabile Politeama Rossetti.
Nel 2020 il Teatro Coccia di Novara in co-produzione con la Scuola del Teatro Musicale (Novara) presenta la prima produzione italiana dello spettacolo con orchestra dal vivo diretta dal Maestro Sandro Torriani, regia di Luca Savani, libretto in lingua italiana di Andrea Ascari e le coreografie di Ilaria Suss.
Questo musical, costruito sulle innovazioni del precedente Show Boat, portò allo sviluppo del "book musical", un musical in cui le canzoni e le danze sono completamente integrate nel tessuto della trama, con una struttura drammatica capace di evocare genuine emozioni oltre che sonore risate. Inoltre, Oklahoma! comprende temi musicali, o motivi, che si ripresentano nel corso del lavoro per collegare in maniera più organica le diverse sezioni del testo del libretto, più che in qualunque altra commedia musicale in passato. Uno speciale Premio Pulitzer venne attribuito a Richard Rodgers e Oscar Hammerstein II per Oklahoma! nella categoria "Special Awards And Citations - Letters" nel 1944.

## Antefatto
Nel 1931, la Theatre Guild produsse la commedia di Lynn Riggs, Green Grow the Lilacs, basata sulla vita di alcuni colonizzatori nei territori indiani dell'Oklahoma. Nonostante il lavoro non fu un grande successo, dieci anni dopo nel 1941, Theresa Helburn, una delle produttrici di Guild, vide una produzione estiva con l'aggiunta di alcune canzoni folkloristiche e di danze tradizionali, e decise che il lavoro poteva essere la base per un musical che facesse rivivere questo pezzo di storia americana. Ella contattò Richard Rodgers e Lorenz Hart, la cui prima collaborazione di successo, The Garrick Gaieties, era stata prodotta dal Theatre Guild nel 1925. Nonostante Rodgers volesse lavorare al progetto, Hart rifiutò di imbarcarsi in una trasferta in Messico. Rodgers chiese allora a Oscar Hammerstein II di collaborare con lui. Jerome Kern aveva a sua volta declinato l'invito di Hammerstein a lavorare ad una versione musicale di Green Grow The Lilacs, e pertanto Hammerstein non si lasciò sfuggire l'occasione di collaborare con Rodgers a questo progetto.
In quel tempo, i ruoli nei musical erano normalmente affidati ad attori che sapevano cantare, ma Rodgers e Hammerstein scelsero il contrario, scegliendo cantanti che erano anche degli attori. Come risultato ne conseguì che non vi furono dei nomi altisonanti nel cast della produzione, altra differenza inusuale rispetto al passato. La coreografia venne affidata a Agnes de Mille (la sua prima coreografia in un musical a Broadway), che realizzò un balletto dei più eccezionali fra i musical di Broadway, sia per la durata (15 minuti nel balletto del finale del primo atto) che per la varietà e complessità delle coreografie.
Il primo titolo dato al lavoro fu Away We Go! prodotto a New Haven allo Shubert Theatre nel marzo 1943. La versione messa in scena a Broadway vide apportare soltanto delle piccole modifiche, ma due risultarono determinanti: l'aggiunta della canzone Oklahoma! e la decisione di rititolare il musical con il nome della canzone.

## Trama

### Atto I
Nei territori dell'Oklahoma nel 1906, il cowboy Curly McLain ritorna con il pensiero ai bei giorni in cui vagava nei terreni della bella Laurey Williams ("Oh, What a Beautiful Mornin'"). Lui e Laurey si stuzzicavano l'un l'altro, mentre la zia Eller li stava a guardare. Vi sarebbe stato un ballo quella notte che prevedeva una vendita all'asta di cesti da picnic preparati dalle ragazze del luogo (una raccolta fondi per la costruzione di un edificio scolastico). Gli uomini che vincevano un cesto avrebbero mangiato con la ragazza che lo aveva preparato. Curly chiese a Laurey di andare con lui, ma lei rifiutò. Lui tentò di persuaderla dicendole che sarebbe andato a prenderla con la più bella carrozza che si sarebbe potuta comprare "The Surrey With The Fringe On Top", ma lei lo stuzzicò finché lui disse di essersi inventato tutto per riaverla, e Laurey scappò via, non sapendo che Curly aveva veramente preso a nolo quella carrozza.
Il cattivo Jud Fry aveva messo gli occhi su Laurey e le aveva chiesto di danzare con lui. Lei accettò per innervosire Curly, nonostante avesse paura di Jud. Nel frattempo, il cowboy Will Parker ritornò da un viaggio nella nuova città di "Kansas City". Egli aveva vinto 50 dollari alla fiera, che secondo il padre della sua ragazza Ado Annie, erano i soldi che gli sarebbero serviti per sposare Ado Annie. Sfortunatamente, spese tutti i soldi acquistando regali per lei. Ado Annie confessò a Laurey che da quando lui era andato via, lei aveva passato molto tempo con Ali Hakim, un venditore ambulante persiano. Laurey le disse che avrebbe dovuto scegliere tra loro due, ma Ado Annie insistette che lei li amava entrambi ("I Cain't Say No"). Laurey ed i suoi amici si preparavano per il ballo, mentre Gertie amoreggia con Curly. "Many a New Day" fu la risposta di Laurey alla preoccupazione del suo amico che lei fosse preoccupata del flirt fra Curly e Gertie; il suo tentativo di assicurarli che non le importa niente di lui, risultò vano.
Il padre di Ado Annie, Andrew Carnes la scoprì con Ali Hakim. Dopo che Ado Annie subì un interrogatorio da parte del padre sulla sua relazione con il venditore ambulante, quest'ultimo venne costretto, dal padre di Ado Annie a sposare la figlia. Hakim e gli altri uomini conclusero che "It's a Scandal! It's a Outrage!". Curly scopre che Laurey sta andando alla festa con Jud e tenta di convincerla ad andare con lui. Impaurita di dire a Jud che lei non andrà con lui, Laurey dice allegramente a Curly ("People Will Say We're In Love"). Ferito dal suo rifiuto, Curly va allo smokehouse dove Jud vive, e suggerisce che siccome Jud non si sente apprezzato, potrebbe impiccarsi ed ognuno comprenderebbe quanto essi si vogliono bene ("Pore Jud is Daid"). Il loro discorso si trasforma in un confronto di malaugurio, allarmante ma nello stesso tempo innocuo. Dopo la partenza di Curly, la volontà di Jud di avere Laurey diviene ancora più forte, poiché egli è stanco di vivere da solo "Lonely Room".
Confusa fra i suoi sentimenti per Curly e la paura di Jud, Laurey acquista una pozione da Ali Hakim che gli garantisce rivelerà il suo vero amore. Ella medita di lasciarsi alle spalle i suoi sogni d'amore e di seguire l'uomo che ama ("Out of My Dreams"), poi si addormenta sotto l'influenza della pozione ("Dream Ballet"). Prima sogna come sarebbe il matrimonio con Curly. Il sogno diventa realtà quando Jud uccide Curly, e lei non è capace di sfuggirgli, confusa dai suoi desideri. Il sogno le fa comprendere che Curly è l'uomo giusto per lei, ma è troppo tardi per cambiare idea sul fatto di andare al ballo con Jud; lui è venuto a prenderla, e vanno al ballo sociale.

### Atto II
Al ballo sociale, tutti ballano al suono delle musiche folk. La rivalità tra i coltivatori locali ed i cowboy sui recinti e sull'utilizzazione dell'acqua aveva creato una certa tensione. Entrambe le fazioni rimanevano ferme sul loro punto di vista, mentre la zia Eller tenta, riuscendovi, a farli riappacificare ("The Farmer and the Cowman"). Laurey rimane sconvolta quando Curly arriva con Gertie Cummings, una ragazza sciocca con una risata disgustosa. La vendita all'asta incomincia in maniera spensierata ma diviene molto più seria quando il cesto di Laurey viene posto all'asta. Jud ha messo insieme tutti i suoi guadagni di mesi e mesi per avere la possibilità di aggiudicarsi il cesto di Laurey. Curly è così determinato nel controbattere Jud che vende quanto ha di più prezioso: la sella, il cavallo ed anche la pistola; senza questi oggetti, Curly non potrà più fare il cowboy e dovrà divenire un coltivatore. Curly batte Jud e vince il cesto. Will offre 50 dollari per il cesto di Ado Annie nelle speranze di poterla avere in moglie, ma spendendo i 50 dollari, non avrebbe più i soldi necessari ad ottenere, dal padre di Ado Annie il consenso a sposare la ragazza. Disperato, nel timore di aver perso Ado Annie, il venditore ambulante offre 51 dollari e si aggiudica il cesto così che Will può avvicinarsi ad Andrew Carnes con i suoi 50 dollari e richiedere Ado Annie come sua sposa. Più tardi quella notte, Will ed Annie palesano le proprie differenze di vedute ("All Er Nuthin'").
Jud parla con Laurey dei suoi sentimenti per lei. Quando lei ammette che non li ricambia, lui la minaccia. Lei lo licenzia, ordinandogli di lasciare la sua proprietà. Jud, prima di partire, minaccia pesantemente Laurey. Ella scoppia in lacrime e chiede di Curly. Lei gli dice di aver sparato a Jud e di essere preoccupata delle sue reazioni. Curly, vedendo che Laurey si è rivolta a lui per essere consigliata e protetta, la rassicura e si propone di sposarla ed ella accetta ("People Will Say We're In Love" (Ripresa)).
Tre settimane più tardi, un Jud ubriaco riappare la mattina successiva al matrimonio di Curly e Laurey. Egli attacca Curly con un coltello. Quando Curly schiva un fendente, Jud cade su suo stesso coltello e muore sul posto. Su richiesta della zia Eller, gli invitati al matrimonio decidono di testimoniare in favore di Curly. Il giudice, padre di Ado Annie, dichiara il verdetto: "non colpevole!" e tutti fanno festa ("Oklahoma!") celebrando l'imminente indipendenza del territorio. Dopo una grande festa, Curly e Laurey partono per la luna di miele su una carrozza con dei festoni.

## Ruoli principali e interpreti famosi
| Personaggio      | Descrizione                                                             | Interpreti famosi |
| ---------------- | ----------------------------------------------------------------------- | --- |
| Curly McLain     | Un cowboy innamorato di Laurey                                          | Brent Barrett, John Cudia, Arthur Darvill, Damon Daunno, Alfred Drake°, Laurence Guittard, Claybourne Elder, Hugh Jackman, Howard Keel, John Raitt, Harry Stockwell, Patrick Wilson                                                                             |
| Laurey Williams  | Nipote di zia Eller, una giovane donna                                  | Christine Andreas, Dorothy Collins, Kim Crosby, Josefina Gabrielle, Florence Henderson, Anne Horak Gallagher, Rebecca Naomi Jones, Anna O'Byrne, Joan Roberts°, Scarlett Strallen, Lisa Vroman, Susan Watson, Jennifer Hope Wills, Shelley Winters, Iva Withers |
| Jud Fry          | Un dipendente del ranch di zia Eller, un solitario misterioso e cattivo | Howard Da Silva°, Alexander Gemignani, Shuler Hensley, Alfred Molina, Richard Rober, Martin Vidnovic, Murvyn Vye |
| Aunt Eller       | Zia di Laurey, una rispettabile esponente della comunità locale         | Betty Garde°, Patty Duke, Shirley Jones, Margaret Hamilton, Mary Wickes, Beth Leavel, Andrea Martin, Patty Duke, Maureen Lipman, Nancye Hayes, Mary Testa, Liza Sadovy, Barbara Walters                                                                         |
| Ado Annie Carnes | Una giovane donna                                                       | Celeste Holm°, Shelley Winters, Christine Ebersole, Catherine Cox, Jessica Boevers, Ali Stroker, Maureen Moore, Barbara Cook, Marisha Wallace |
| Will Parker      | Un ragazzo semplice innamorato di Ado Annie                             | Lee Dixon°, Harry Groener, Harvey Evans, Tim Flavin, Robert Fairchild |
| Andrew Carnes    | Padre di Ado Annie, propenso a voler far sposare ad ogni costo          | Ralph Riggs°, Michael McCarty, Sal Mistretta |
| Ali Hakim        | Un venditore ambulante persiano, innamorato di Ado Annie                | Bruce Adler, Joseph Buloff°, Peter Polycarpou, Gary Wilmot |

° cast originale di Broadway

## Numeri musicali
Atto I
- Overture - Orchestra
- Oh What a Beautiful Mornin' - Curly
- Laurey's Entrance - Laurey & Curly
- The Surrey With the Fringe On Top - Curly, Laurey, & Aunt Eller
- Kansas City - Will, Aunt Eller, Male Ensemble
- I Cain't Say No - Ado Annie
- Entrance of Ensemble (Oh What a Beautiful Mornin' and I Cain't Say No) - Will, Ado Annie, Curley, Aunt Eller, Ensemble
- Many a New Day - Laurey and Girl ensemble
- It's a Scandal! It's a Outrage! - Ali Hakim and Ensemble
- People Will Say We're in Love - Curly and Laurey
- Pore Jud is Daid - Curly and Jud Fry
- Lonely Room - Jud
- Out of My Dreams/Dream Ballet - Laurey and Dream Figures

Atto II
- Entr'acte - Orchestra
- The Farmer and the Cowman - Andrew Carnes, Aunt Eller, Curly, Gertie Cummins, Will Parker, Ado Annie Carnes, Laurey, Ike Skidmore, Cord Elam and Ensemble
- All Er Nuthin' - Will and Ado Annie
- People Will Say We're in Love (Reprise) - Curly and Laurey
- Oklahoma - Curly, Laurey, Aunt Eller and Ensemble
- Finale Ultimo (Oh What a Beautiful Mornin' and People Will Say We're in Love) - Company